# Daimajin Ikaru
Daimajin Ikaru (jap. 大魔神怒る, dt. „Daimajin (‚der große Dämon‘) wird zornig“, Alternativtitel: Daimajin – Frankensteins Monster kehrt zurück) ist ein japanischer Fantasyfilm aus dem Jahr 1966. Er handelt von Dai-Majin, einem mythischen Riesen aus Stein und wurde in Japan am 13. August 1966 uraufgeführt.
Im selben Jahr (1966) entstanden parallel der Vorgängerfilm Daimajin (Japanische Uraufführung: 17. April 1966) und Daimajin Gyakushū (Japanische Uraufführung: 10. Dezember 1966).

## Handlung
Die steinerne Statue des Kriegsgottes Dai-Majin befindet sich auf einer Insel innerhalb eines Sees. Nahe dem See befinden sich die zwei friedliebenden Reiche Chigusa und Maroshi. Diese bilden einen Zufluchtsort für die unterdrückten Einwohner des Reiches des Tyrannen Danjō Mikoshiba.
Dieser nutzt eines Tages das jährlich in Chigusa und Maroshi stattfindende Fest, um die beiden Reiche zu okkupieren. Ihre rechtmäßigen Erben Jūrō und Sayuri, ein Liebespaar, fliehen auf die Insel von Dai-Majin. Der tyrannische Fürst lässt die Statue von Dai-Majin sprengen, dessen Überreste sich im Meer verteilen, doch in einem übernatürlichen Akt erwacht der Kriegsgott wieder zum Leben; auch das von den Statuentrümmern getötete Prinzenpaar kehrt wieder ins Leben zurück. Während Dai-Majins Gegenschlag gegen Danjō und seine Gefolgsleute verbrennt der tyrannische Fürst auf seinem Boot durch die Hand des Kriegsgottes.